# Mesterfogás
A Mesterfogás (Max & Jeremie) egy 1992-ben bemutatott olasz–francia film Claire Devers rendezésében, Philippe Noiret és Christopher Lambert főszereplésével. A forgatókönyv Teri White Max Trueblood and the Jersey Desperado c. regénye  alapján készült.

## Történet
Jeremie egy bűnszervezetnek dolgozik, kisebb megbízásokat kap. Vágyik arra, hogy gazdag legyen és ő is jó autókat vezethessen. Ezért személyesen keresi fel megbízóját, hogy egy igazi feladatot kapjon. Meg kell ölnie egy idős férfit, akit nem ismer. Jeremie nekilát a feladatnak, megismerkedik Maxszal, akiről kiderül, hogy bérgyilkos. Jeremie habozik végrehajtani a megbízást, mert egyre jobban megkedvelte kijelölt áldozatát. Max megsejti Jeremie valódi szándékát, ám mégis a szárnyai alá veszi a fiút. Időközben Max is megbízást kap saját főnökétől. Ekkor felkeresi Almeida felügyelő, aki már hosszú ideje szeretné elkapni Maxot, és afelől érdeklődik, hogy ki is ez a fiatal fiú Max mellett, és mit terveznek együtt. Almeida figyelni kezdi a párost. Max úgy dönt, hogy új társával hajtja végre a feladatot: megölnek egy idős maffiózót. Jeremie megbízója azonban nem veszi jó néven visszakozását, most már mindkettőjüket holtan akarja látni. Max lakását felrobbantják, így menekülniük kell. Útjuk Nizzába vezet, ahol Maxnak van egy búvóhelye. Azonban itt is rájuk találnak. Max megsebesül és otthagyja a fiút. De Jeremie újra rálel. Max alkut köt Almeida felügyelővel, hogy feladja magát, csak a fiút hagyja békén. Jeremie erről nem tud, dühében megöli Almeidát. Max és Jeremie egy vonaton szökik tovább.

## Szereposztás
| Szerep                | Színész               | Magyar hangja (1. szinkron, 1994) | Magyar hangja (2. szinkron, n.a.) |
| --------------------- | --------------------- | --------------------------------- | --------------------------------- |
| Robert „Max” Maxendre | Philippe Noiret       | Szilágyi Tibor                    | Csankó Zoltán                     |
| Jeremie Kolachowsky   | Christopher Lambert   | Rátóti Zoltán                     | Laklóth Aladár                    |
| Almeida felügyelő     | Jean-Pierre Marielle  | Kristóf Tibor                     | Makay Sándor                      |
| Jacky Cohen           | Christophe Odent      | Kassai Károly                     | (n. a.)                           |
| Sam Marberg           | Feodor Chaliapin, Jr. | Szoó György                       | (n. a.)                           |
| 6. Richard            | Thierry Gimenez       | Rosta Sándor                      | (n. a.)                           |
| Maubuisson            | Jean-Pierre Miquel    | Perlaki István                    | (n. a.)                           |
| Eugéne Agopian        | José Quaglio          | Dobránszky Zoltán                 | (n. a.)                           |
| Bérgyilkos            | Patrick Rocca         | Gesztesi Károly                   | (n. a.)                           |
| Lisa                  | Christine Dejoux      | Prókai Annamária                  | (n. a.)                           |

## Érdekességek
- Feodor Chaliapin Jr. utolsó filmje, nem sokkal a film bemutatója előtt hunyt el.
- A filmet Párizsban és Nizzában forgatták.